# Johann von Staupitz
Johann von Staupitz (c. 1460, Motterwitz - † 28 de desembre de 1524, Salzburg) fou un teòleg i professor universitari alemany, vicari general de l'Orde de Sant Agustí a Alemanya
 i superior de Martí Luter durant un període crític de la seva vida. Considerat una gran influència en el pensament de Luter i dels primers reformadors, és recordat per l'Església Luterana el 8 de novembre en el seu calendari de sants.

## Govern en els Agustins
El 1503 Von Staupitz fou escollit vicari general de la Congregació General d'Agustins d'Alemanya i degà de la facultat de teologia de la Universitat de Wittenberg, on havia estat cridat pel príncep Frederic II amb l'objectiu d'organitzar la universitat naixent, fundada l'any anterior. Allà hi destacà per la seva ensenyança basada en la Bíblia.
El 1512 renuncià al seu càrrec de professor i va traslladar-se al sud d'Alemanya, deixant el seu càrrec a l'Orde dels Agustins oficialment el 1520. Dos anys després abandonà l'orde per unir-se als benedictins i ser abat de Sant Pere de Salzburg.

## Relació amb Luter
Martí Luter es trobà per primer cop amb Von Staupitz a Erfurt. Luter era aleshores un jove frare angoixat per la seva vida espiritual i obsessionat amb el pecat. Trobà en Von Staupitz un eficaç confessor. Almenys un cop es confessà amb ell durant sis hores. Segons diversos estudiosos, el professor va dirigir el jove religiós a una vida acadèmica centrada en la reflexió al voltant de la Gràcia divina i la transsubstanciació.
Després que Luter fos condemnat com heretge el 1518, Von Staupitz fou nomenat promagister de l'orde per discutir amb Luter l'afer de les indulgències en detall. Von Staupitz ha estat freqüentment considerat un precursor de Luter que volgué purificar les seves crítiques a l'Església Catòlica de l'època destacant que el dogma romania inalterat. Finalment va permetre la sortida de Luter de l'orde, preservant així el bon nom de l'orde mentre discretament s'unia a algunes de les protestes de Luter. Aquesta situació ambigua provocà que el 1520 el papa Lleó X exigís una abjuració total de l'heretgia per part de Von Staupitz. Ell s'hi negà, car replicà que mai en públic no havia afirmat estar d'acord amb els postulats reformistes, si bé reconegué sense pal·liatius l'autoritat del pontífex com a jutge i superior.
Luter va considerar llavors el seu antic mestre un traïdor a l'esperit de la Reforma Protestant. En una carta del 1524, Von Staupitz deixà clar a Luter que no estava satisfet amb la direcció que havia pres la Reforma.